# كونكو (إيطاليا)
كونكو (بالإيطالية: Conco)‏ هي مدينة في مقاطعة فشنزة بمنطقة فنيتة، شمال إيطاليا.